# Supermalloy
El Supermalloy es una aleación compuesta de níquel (75%), molibdeno (5%) y hierro (20 %).
Se trata de un material magnéticamente blando. La resistividad de la aleación es de 0.6 Ω·mm²/m. Tiene una permeabilidad magnética muy alta (aproximadamente 800.000 N/A2) y una baja coercividad. El supermalloy se utiliza en la fabricación de componentes para la ingeniería de radio, telefonía e instrumentos de telemecánica.